# 第9歩兵師団 (韓国陸軍)
第9歩兵師団（だい9ほへいしだん、韓国語: 제9보병사단、漢字: 第九步兵師團）は大韓民国陸軍の師団の1つ。別名は白馬部隊（백마부대）。

## 歴史

### 朝鮮戦争
朝鮮戦争中の1950年10月25日にソウルで、忠清道出身将兵が主軸となる第28連隊、第29連隊、第30連隊を基幹に編成。第3軍団に配属。1950年11月中旬に大芚地域および慶尚北道内陸部でゲリラ討伐に従事した。1950年12月中旬、原州、江陵に移動して東部戦線の防御を担当。
1951年4月、寒溪嶺付近まで進出。
1951年5月、中朝軍の五月攻勢を受けて敗走。5月末に第3軍団は解体され、第9師団はアメリカ軍第10軍団の指揮下に入った。
1951年8月、作戦地域を第25師団に引き渡し、広峴里ポチョン（포천）に移動。陸軍本部直轄となり、8月13日から10月6日まで第1野戦訓練司令部で部隊整備と教育訓練を実施。
1951年10月、アメリカ軍第1軍団配属となる。11月、占領していた281高地、395高地をめぐって第126師と交戦した。
1952年4月5日、アメリカ軍第9軍団に配属変更。
1952年10月、白馬高地の戦いで第38軍を撃退。この功績で師団長の金鐘五少将、第28連隊小隊長の鄭洛龜少尉、第29連隊第9中隊所属の金萬洙軍曹に殊勲十字章が授与された。
1952年10月26日から11月15日まで、作戦地域を第3師団に引き渡し、史倉里に移動して軍団予備となって部隊整備と教育訓練を実施。期間中、第30連隊は第2師団に配属され、狙撃稜線の戦いに参加。
1952年11月、狙撃稜線地域に移動して第2師団陣地を引き受けた。
1953年1月20日、第1野戦砲兵団が編入され、第9師団砲兵団を創設。
1953年6月、五星山（오성산）周辺の高地に攻撃してきた第24軍を撃退して主抵抗線を維持した。

### ベトナム戦争
1966年、ベトナムに派遣され駐越韓国軍司令部指揮下に編入。ニンホアの基地を占拠した。第28連隊はトゥイホア地域、第29連隊はニンホア地域、第30連隊はカムランを担当した。
1967年7月、首都師団と共に烏鵲橋作戦（오작교 작전、Operation Oh Jac Kyo）に参加。
1968年10月から開始された白馬作戦では北ベトナム軍兵士382人を射殺し、北ベトナム軍第7大隊と第18連隊を無力化した。
1969年5月、第30連隊第2大隊の兵士が北ベトナム軍第5師団の基地があるタオ山に空中輸送され、一帯の洞窟と暗渠を捜索。北ベトナム軍155人射殺、韓国軍の損害は戦死3人、負傷1人であった。
1979年12月、師団長の盧泰愚少将が粛軍クーデター参加し、第29連隊を中央機関に出動させた。
1980年3月23日、第29連隊が仁川沖にて満潮に乗じた幸州大橋近くまで浸透した武装共産軍3人を射殺する戦果を上げた。

## 編制
- 第28連隊（トッケビ部隊）
- 第29連隊（金蝙部隊）
- 第30連隊（鷲部隊）
- 砲兵連隊（白虎部隊）
  - 第30野戦砲兵大隊（第7095部隊）
  - 第51野戦砲兵大隊（第7263部隊）
  - 第52野戦砲兵大隊（第7052部隊）
  - 第966野戦砲兵大隊（第8293部隊）
- 直轄隊
  - 戦車大隊
  - 偵察大隊
  - 工兵大隊
  - 整備大隊
  - 憲兵大隊
  - 情報通信大隊
  - 補給輸送大隊
  - 化生放支援大隊
  - 補充中隊
  - 防空中隊
  - BGM-71 TOW中隊
  - 本部勤務隊
  - 医務勤務隊

## 師団長
| 代 | 氏名            | 氏名     | 在任期間              | 出身校・期                       | 前職                       | 後職                           | 備考         |
| -- | --------------- | -------- | --------------------- | -------------------------------- | -------------------------- | ------------------------------ | ------------ |
| 代 | 漢字/片仮名表記 | 原語表記 | 在任期間              | 出身校・期                       | 前職                       | 後職                           | 備考         |
| 1  | 張都暎          | 장도영   | 1950.10.25 - 10.31    | 軍事英語学校1期                  | 陸軍本部情報局局長         | 第6歩兵師団長                  |              |
| 2  | 金鐘五          | 김종오   | 1950.10.31 - 11.2     | 軍事英語学校1期                  | 第6師団長                  |                                |              |
| 3  | 呉徳俊          | 오덕준   | 1950.11.2 - 12.30     | 予備士 軍事英語学校1期           |                            | 第11師団長                     |              |
| 4  | 金鍾甲          | 김종갑   | 1950.12.30 - 1951.3   | 予備士 軍事英語学校1期           | 第1軍団参謀長              | 陸軍本部防衛局長               |              |
| 5  | 李成佳          | 이성가   | 1951.3 -4.27          | 南京陸軍軍官学校 軍事英語学校1期 | 第8師団長                  | 第7師団長                      |              |
| 6  | 崔錫            | 최석     | 1951.4.27             | 軍事英語学校1期                  | 陸本前方指揮所長           |                                |              |
| 7  | 朴炳権          | 박병권   | 1951.8 - 1952.5       | 軍事英語学校1期                  | 第2師団副師団長            | 第5師団長                      |              |
| 8  | 金鐘五          | 김종오   | 1952.5 - 1952.10      | 軍事英語学校1期                  | 陸本人事局長               | 陸士校長                       |              |
| 9  | 金點坤          | 김점곤   | 1952.10 - 1953.1      | 警備士官学校1期                  | 第2軍団参謀長              | 陸本人事局長                   |              |
| 10 | 李翰林          | 이한림   | 1953.1 - 1954.5.1     | 軍事英語学校1期                  | 休戦会談韓国代表           | 第6軍団長                      |              |
| 12 | 白仁燁          | 백인엽   | 1954.6 - 1955         | 軍事英語学校1期                  | 第6師団長                  | 陸本情報参謀副長               |              |
| 14 | 沈興善          | 심흥선   | 1956 - 1958           | 警士2期                          | 陸軍砲兵学校長             | 陸軍兵器基地司令官             |              |
| 16 | 朴英俊          | 박영준   | 1960.7 - 1961.5.17    | 中央軍校17期                     |                            | 予備役編入                     |              |
| 17 | 尹泰日          | 윤태일   | 1961.5.17 - 1964      | 同徳台3期 警士特別7期            | 第36師団長                 |                                | 兼ソウル市長 |
| 18 | 李召東          | 이소동   | 1964.8.11 - 1967.7.20 | 陸士2期                          | 治安局長                   | 第6管区司令官                  |              |
| 19 | 朴賢植          | 박현식   | 1967.7.20 - 1968.7.22 | 陸士5期                          | 6師団長                    | 陸本予備軍参謀部長             |              |
| 20 | 柳昌燻          | 유창훈   | 1968.7.22- 1969       | 陸士5期                          |                            |                                |              |
| 21 | 鄭奎煥          | 정규환   | 1969.11.5 - 1970.11.7 | 陸士5期                          | 第6軍団副軍団長            | 軍特別検閲団長                 |              |
| 22 | 曺千成          | 조천성   | 1970.11.7 - 1971.11.5 | 陸士8期                          | 諜報部隊長                 | 特戦司令官                     |              |
| 23 | 金永先          | 김영선   | 1971.11.5 - 1974      | 陸士7期                          | 第6軍団副軍団長            | 対スパイ対策本部次長           |              |
| 24 | 申正洙          | 신정수   | 1974 - 1977           | 陸士8期                          |                            | 民事軍政監                     |              |
| 25 | 李光魯          | 이광노   | 1977 - 1979.1         | 陸士10期                         | 大統領警護室作戦処長補     | 第1軍副司令官                  |              |
| 26 | 盧泰愚          | 노태우   | 1979.1 - 1979.12      | 陸士11期                         | 大統領警護室作戦次長補     | 首都警備司令官                 | ハナフェ     |
| 27 | 白雲沢          | 백운택   | 1979.12 - 1981        | 陸士11期                         | 71防衛師団長               | 陸軍情報司令官                 | ハナフェ     |
| 28 | 鄭鎭泰          | 정진태   | 1981 - 1983           | 陸士13期                         |                            |                                | ハナフェ     |
| 29 | 高明昇          | 고명승   | 1983 - 1984           | 陸士15期                         | 3軍司令部人事部長          | 陸本人事参謀部長               |              |
| 30 | 李弼燮          | 이필섭   | 1984 - 1986           | 陸士16期                         | 29連隊長                   | 第1軍団長                      | ハナフェ     |
| 31 | 金在昌          | 김재창   | 1986 - 1988           | 陸士18期                         | 28連隊長                   | 合参本部作戦局長               | ハナフェ     |
| 32 | 安秉浩          | 안병호   | 1988 - 1990.10        | 陸士20期                         | 陸本作戦処長               | 陸本人事参謀部長               | ハナフェ     |
|    |                 |          |                       |                                  |                            |                                |              |
| 34 | 全寬            | 전관     | 1992 - 1994?          | 陸士23期                         | 合参本部戦略企画本部次長   | 国防部国防情報本部3部長        |              |
|    |                 |          |                       |                                  |                            |                                |              |
| 38 | 李商泰          | 안병호   | 1998 - 2000           | 陸士27期                         |                            |                                |              |
| 41 | チョン・イング  | 정인구   | 2003.10 - 2006        | 陸士31期                         | 3軍火力処長                | 誘導弾司令官                   |              |
| 42 | キム・チュンス  | 김춘수   | 2006 - 2008.4.4       | 陸士33期                         | 合同参謀軍需部長           | 連合司令部軍需参謀部長         |              |
| 43 | ハン・ドンジュ  | 한동주   | 2008.4.4 - 2008.4.4   | 三士14期                         | 第13特戦旅団長             | 陸軍本部情報化企画室長         |              |
| 44 | チョン・テヒ    | 정태희   | 2010.6 - 2012.5.14    | 陸士37期                         |                            | 連合司令部軍需参謀部長         |              |
| 45 | 金勇佑          | 김용우   | 2012.5.14 - 2013.4.29 | 陸士39期                         | 国防部政策企画次長         | 合参本部新連合防衛体制推進団長 |              |
| 46 | ガン・チョンス  | 강천수   | 2013.4.29 -           | 陸士41期                         | 西北島嶼防衛司令部火力所長 |                                |              |
| 47 | 黄大一          | 황대일   | 2016.4? - 2018.5      | 陸士43期                         | 陸士生徒隊長               | 第1軍参謀長                    |              |
| 48 | 安炳錫          | 안병석   | 2018.5 - 2020.5       | 陸士45期                         | 戦闘準備態勢検閲団副団長   | 陸本情報作戦参謀部長           |              |
| 49 | キム・ドンホ    | 김동호   | 2020.5 - 2021.12      | 学軍28期                         | 陸軍学生軍事学校教育旅団長 | 陸本情報作戦参謀部長           |              |